# 永田哲士
永田 哲士（ながた てつじ、1931年2月5日 - 2024年1月27日）は、日本の医学者。専門は解剖学。医学博士（信州大学）。中国承徳医学院名誉教授、河北医科大学名誉学長、信州大学名誉教授。

## 経歴
- 諏訪郡出身[1]。旧満州・新京順天小学校、旧制松本中学（長野県松本深志高等学校）卒業。
- 1948年 旧制松本高等学校入学
- 1951年 学制改革により信州大学文理学部自然科学科 卒業
- 1955年 信州大学医学部医学科 卒業
- 1956年 信州大学医学部解剖学 助手
- 1960年 信州大学 助教授
- 1961年 信州大学医学研究科生理系解剖学専攻 修了
- 1962年 イリノイ大学生命科学部 フェロー
- 1974年 信州大学 教授
- 1982年 ロンドン大学 客員教授
- 1989年 サンパウロ大学 客員教授
- 1990年 信州大学 医学部長
- 1995年 中国河北医学院 名誉学長
- 1996年 信州大学 名誉教授
- 2024年1月27日 松本市内の病院で死去。92歳没[1]。

## 委員
- 1974年 日本臨床電子顕微鏡学会 会長
- 1974年 日本組織培養学会 会長
- 1991年 World Society of Cellular and Molecular Biology 名誉会長
- 1992年 日本組織細胞化学会 会長
- 1993年 4th International Symposium on Radioautography 会長
- 1994年 4th US-Japan Joint Congress of Histochemistry and Cytochemistry 会長
- 1994年 5th International Symposium on Radioautography 名誉会長

## 学術賞
- 1970年 松医会賞
- 1978年 日本医師会賞
- 1983年 島原賞
- 1993年 河北省栄与賞
- 1995年 安澄賞（日本臨床電子顕微鏡学会賞）
- 1996年 Cambridge International Biographical Centre 20th Century Award for Achievement
- 1997年 The American Biographical Institute Order of International Ambassadors